# Kiscigánd
Kiscigánd egykori kisközség és körjegyzőségi székhely volt Zemplén vármegyében a Tisza mellett, a Bodrogközben. 1923-ban egyesült Nagycigánddal Cigánd néven.

## Történet

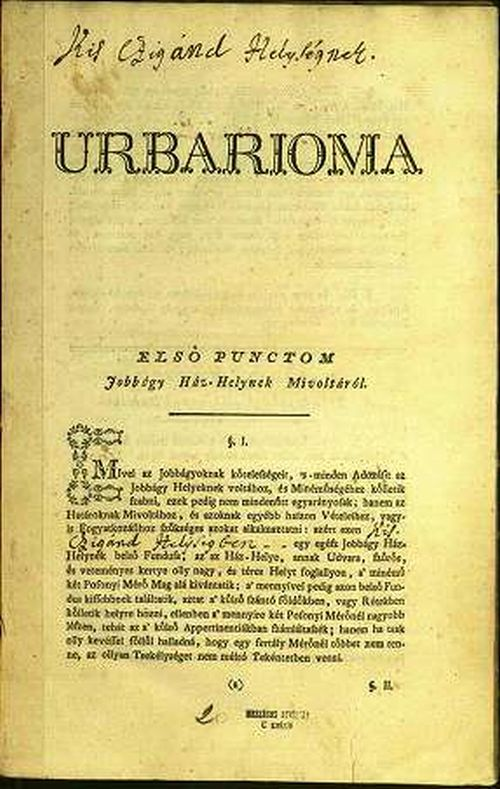
Kiscigánd urbáriumának címlapja (1772).

A 14. század közepéig egységesen Zygand birtokként említett települést, egy hosszú ideig elhúzódó birtokviszályos per 1347-ben kettészakította. A per egyik résztvevője Losonczy Dénes szörényi bán, a másik pedig Berencsi István fiai: László és Domokos voltak. A Losonciak Tiszától távolabb eső Cigándját „possessione similiter Zygan vocata” – azaz: másik hasonlóképpen Zygannak nevezett birtok – később Kiscigándnak nevezték..
Kezdetben Szabolcs vármegyéhez tartozott a település, s nevét az idők folyamán, különösen a 15. században Kis Chygan, Kis Scygan, Kis Czygan alakokban írták. 1453-ban a Bacskaiak az urai. 1474-ben Leleszi Nagy Ambrust, 1488-ban Bacskai Istvánt és Tárkányi Istvánt iktatják némely részek birtokába, és ebben az évben Zemplén vármegyéhez csatolják. 1492-ben Réthi István szerzett itt részbirtokot, ugyanakkor a Tegzes és a Rozvágyi családoknak is voltak itt birtokai. Az 1598-i összeírásban Herczegh Ferenc, Bacskay Gáspár özvegye és Alaghy Ferencz birtokaként jegyzik a települést. 1624-ben Alaghy Menyhért mellett Pethő István is részbirtokosa.
1631-ben Alaghy Menyhért utód nélküli halála miatt Sennyei Sándor kapott itt királyi adományt. 1656-ban, amikor az oklevelek Ujház alias Czigánd alakban említik, Bornemisza Mihálynak, 1691-ben pedig a Vay családnak is volt itt birtoka. 1729-ben Galambos Istvánt, Király Miklóst, Fekete Zsigmondot, Bernáth Jánost és Pongrácz Pált iktatják egyes részeibe, míg a másik részét a Sennyeiek birtokolják.

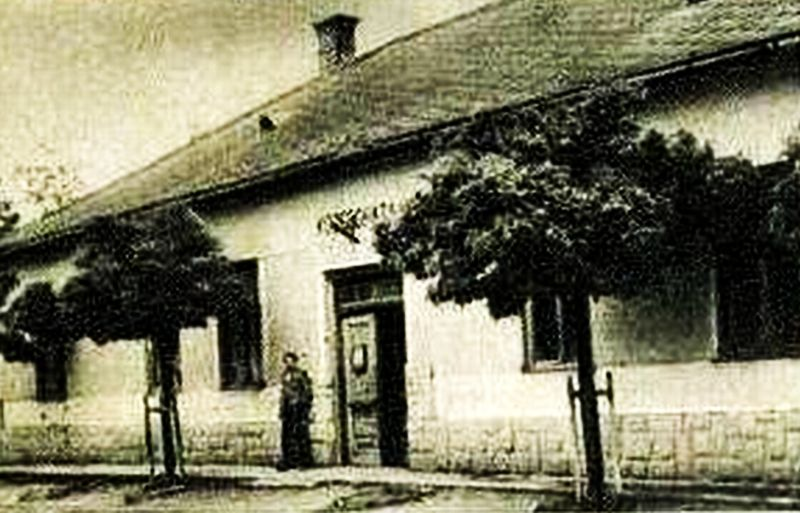
A kiscigándi községháza bejárata (Régi képeslap)

A Mária Terézia által 1767-ben elrendelt úrbérrendezés során készített úrbéri tabellák és összeírások kiscigándi urbáriumában, 1772-ben Boronkay Menyhért, báró Bánffy Mihály, báró Sennyei László, gróf Sennyei Imre, Ibrányi Károly, Ibrányi Miklós, Özv. Laczkovics Lászlóné, az Oltsváry család, Ormos Imre, Vay Ábrahám, Vay László, Vay Mihály nevei szerepeltek.
Kiscigánd későbbi birtokosai voltak még a Vécseyek, Pongráczok és Gönczyek. A 19. század végén pedig gróf Széchenyi Ernőné (szül. Sennyey Mária) bárónőnek, Vay Tibor grófnak, Lichtmann Mórnak és Weinberger Hermannak volt itt nagyobb birtoka.
A 18. század végén Vályi András így ír róla:Kis Czigánd. Magyar falu Zemplén Vármegyében, földes Ura Gróf Sennyei Uraság, lakosai többnyire reformátusok, fekszik N. Tárkánynak szomszédságában, mellynek fíliája, Leányvárától egy, Lelesztől pedig más fél mérföldnyire, határja soványas, termésbéli tulajdonságaira nézve hasonlít Karadhoz, második Osztálybéli.
A község lakosai, gyékényszövésből éltek, amit piaci eladásra is készítettek és hitelszövetkezetet is tartottak fenn.
1831-ben kolera pusztított, 1865-ben pedig az árvíz okozott nagy károkat. A község lakosai Nagycigándra jártak templomba, ugyanis a falunak nem volt saját temploma. A község fennhatósága alá tartozott Ádámszállás és Bélatanya.
1873-tól Zemplén vármegye Királyhelmeci járáshoz tartozott, melynek neve 1882-től Bodrogközi járás volt. (A trianoni békeszerződést követően a járás székhelye Ricse lett, mivel Királyhelmec Csehszlovákiához került.)
1922-ben Kis- és Nagyczigánd vezetése a lakosság jóváhagyásával az egyesülés mellett döntött. A magyar királyi belügyminiszter jóváhagyása után a két kisközség 1923-ban hivatalosan is egyesült és nagyközséggé alakult.

## Emlékezete
- Kiscigánd nevének emlékét ma egy gátőrház őrzi.[10]
- A ma már városi lakosság még mindig megkülönbözteti Cigánd egykori részeit: Kis- és Nagycigándot.[forrás?]